# Абросимов, Владимир Сергеевич
 Владимир Сергеевич Абросимов (10 октября 1948 — 15 августа 2018, Санкт-Петербург) — актёр Русского драматического театра г. Уфа. Народный артист Республики Башкортостан (2003). Заслуженный артист Российской Федерации (2007).

## Биография
Владимир Сергеевич Абросимов родился 10 октября 1948 года в г. Химки Московской области. С 9 класса школы подрабатывал на телевидении звукооператором. Два года служил в армии, играл в студенческом театре эстрадных миниатюр при Уфимском авиационном институте.
В 1975 году окончил театральный факультет Уфимского государственного института искусств (педагог — Г. Г. Гилязев), в 1991 году — режиссёрское отделение Высшего театрального училища имени Б. В. Щукина (курс А. М. Поламишева; 1923—2010).
Дебютировал в 1976 году постановкой спектакля «Хрустальный башмачок» Тамары Габбе по сказке Шарля Перро «Золушка» в Русском академическом театре драмы Башкортостана.
С 1975 по 1990 год и с 1993 года Абросимов Владимир Сергеевич — актёр Башкирского республиканского русского Драматического театра. В 1990 году работал режиссёром ТЮЗа в Уфе, в 1991—1993 годах — режиссёр Читинского областного драматического театра (ныне Забайкальский краевой драматический театр).
Как режиссёр поставил спектакли: «Хрустальный башмачок» Т. Габбе, «Сыщик» А. Линдгрен, «Маленький призрак» М. Машаду, «Мистер лягушонок» Г. Арсентьева и И. Голубевой.
Его сын, Егор Абросимов (род. 1973), также артист и режиссёр кино, работает в Санкт-Петербурге, снял как режиссёр сериалы: «Ментовские войны-2, 3, 4 и Эпилог», «Последнее путешествие Синдбада», «Возвращение Синдбада» и, наконец, «Дорогой мой человек».

## Роли в спектаклях
- Толик («Долги наши» Э. Я. Володарского; дебют, 1974),
- Иван Коломийцев — М. Горький «Последние»;
- Леандро — Дж. Флетчер, Ф. Мессинджер «Испанский священник»;
- Миша Ерофеев — В. Астафьев «Прости меня!»;
- Паскуалино — Эдуардо де Филиппо «Рождество в доме синьора Купьелло»;
- Пирогов — Н. В. Гоголь «Ах, Невский!»;
- Присыпкин — В. Маяковский «Клоп»;
- Шмага — А. Н. Островский «Без вины виноватые»;
- Жених — Б. Брехт «Мещанская свадьба»;
- Лаэрт — У.Шекспир «Гамлет»;
- Двоеточие Семён Семёнович — М.Горький «Дачники»;
- Хозяин — М. Ладо «Очень простая история»;
- Томбовский Шелест Вениаминович — А.Иванов «Несерьёзные намерения»;
- Ибрагим — Э.-Э. Шмитт «Господин Ибрагим и цветы Корана»;
- Рассказчик, Судья Аздак, Лаврентий — Б. Брехт «Кавказский меловой круг»;
- Игрок — М. Ю. Лермонтов «Маскарад»;
- Мистер Веласко — Нил Саймон «Босиком по парку»;
- Чаппа — Эдуардо Де Филиппо «Неаполь — город миллионеров»;
- Хусто — А. Портес «Всё кувырком».

## Награды и звания
- Заслуженный артист Республики Башкортостан (1998).
- Заслуженный артист Российской Федерации (2007).
- Народный артист Республики Башкортостан (2003).
- Приз критики (за роль Тимофея в спектакле «Семейный портрет с посторонним») на Республиканском фестивале «Театральная весна» (Стерлитамак, 1995).
- «Лучшая мужская роль» (за роли Рассказчика, Лаврентия и Аздака в спектакле «Кавказский меловой круг») по рейтингу «Пресса-2003» (Уфа).